# Fatma Aly
Pour les articles homonymes, voir Aly.
Fatma Mamdouh Aly, née le 3 février 1997 à Alexandrie, est une joueuse égyptienne de basket-ball évoluant au poste de pivot.

## Carrière
Reem Moussa est finaliste du Championnat d'Afrique féminin de basket-ball des 16 ans et moins en 2013 et du Championnat d'Afrique féminin de basket-ball des 18 ans et moins en 2014.
Elle participe aux championnats d'Afrique 2015, 2019 et 2023.
Elle évolue en club à l'ASFAR.